# ライ麦ビール

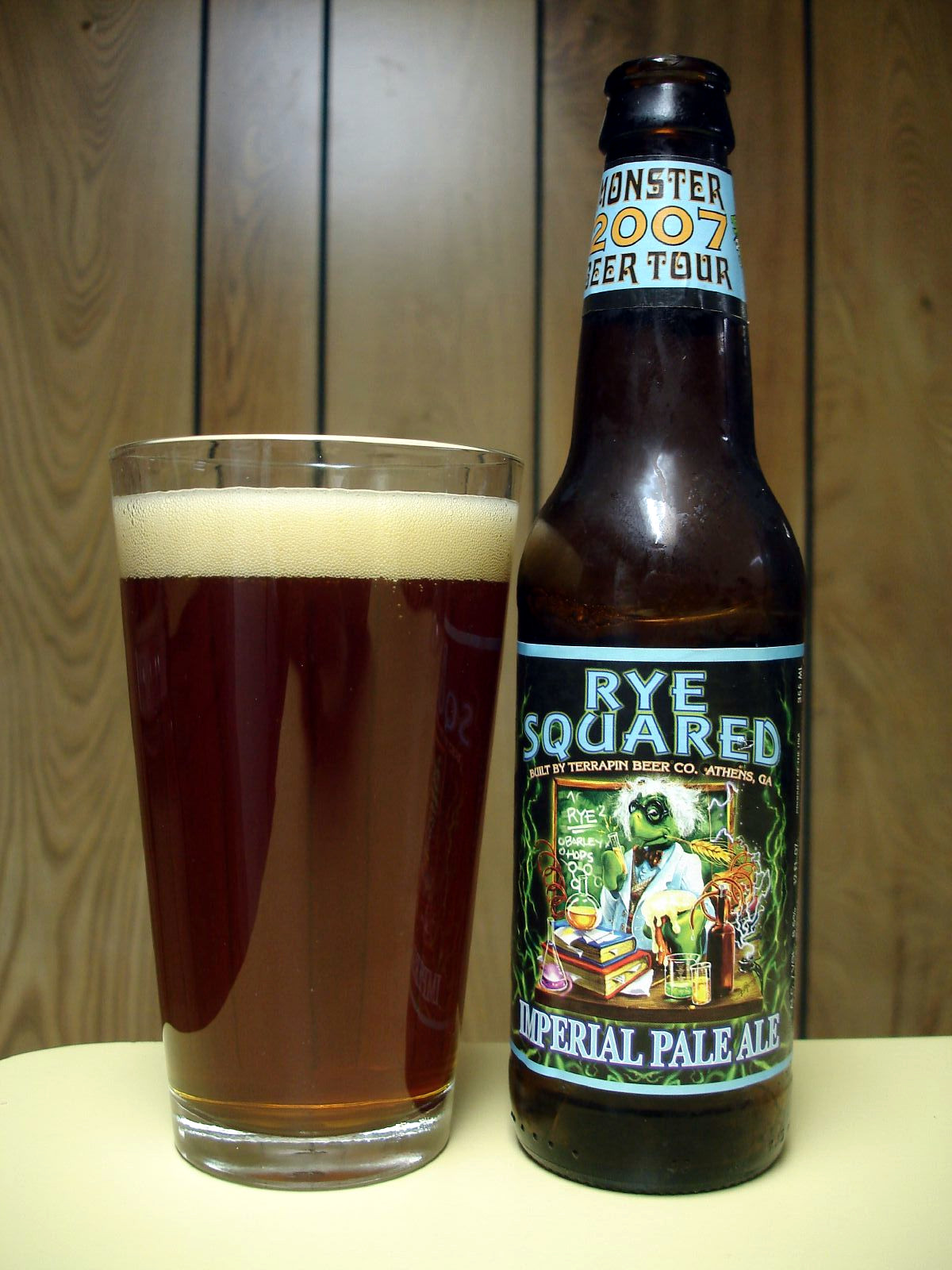
ボトルとグラスに入ったTerrapin Brewing社のRye Squared

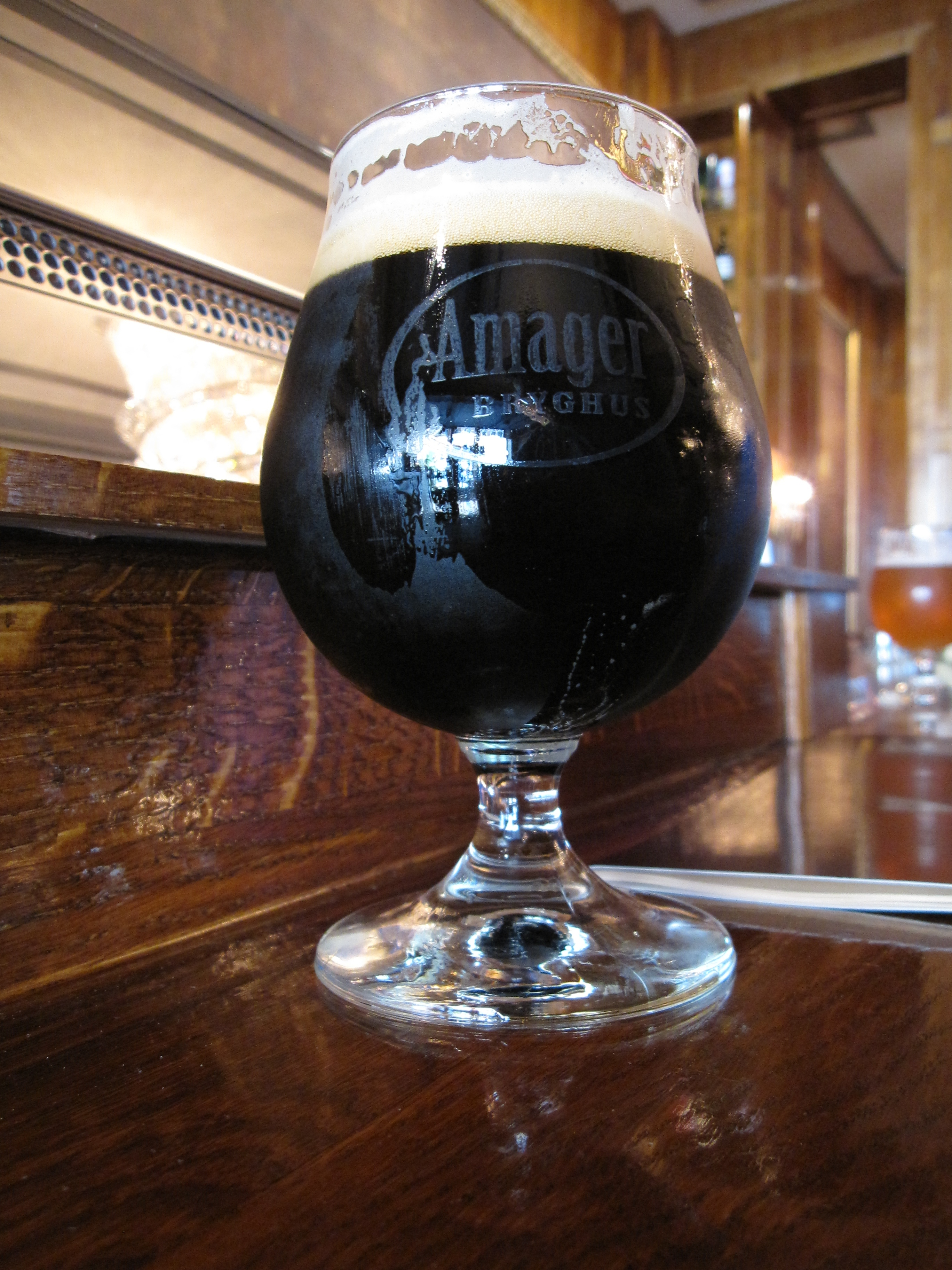
グラスに入ったAmager Ryeporter

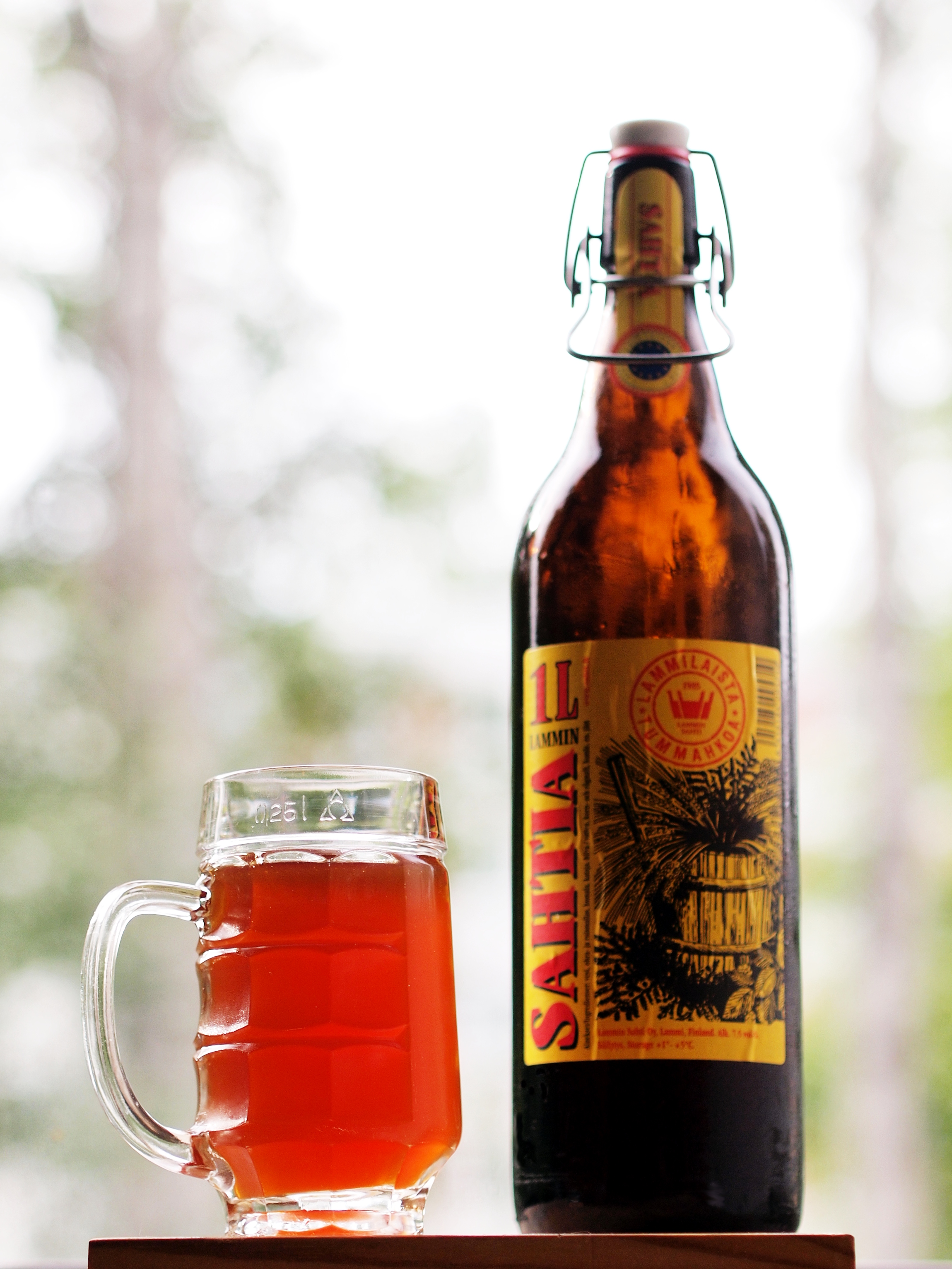
フィンランドのLammin Sahtiのボトルとグラス

ライ麦ビール（ライむぎビール、英語: Rye beer、ドイツ語: Roggenbier）は、ビールのスタイルの1つ。オオムギ麦芽の一部をライ麦で置き換えたビールである。

## 概要
ライ麦を30%以上使用して作られるビールである。苦味は少なく、ほのかなバナナ香、クローブを思わせるスパイシーな香りがある。液色は淡色系から濃色系までさまざまなものがある。ライ麦パンのような味わいがあり、ローストした麦芽の渋味、甘味のバランスが良い。
ライ麦にはβ-グルカンが含まれているため、麦芽を煮込む糖化工程で粘度が増してどろどろになり、ろ過をする際に目詰まりを起こりやすくなる。このため、製造効率を高めるよう工夫された近代の醸造機器ではろ過が行えず、ライ麦の量を減らしてビール造りをしていた（むろん、ライ麦の使用量が減るとスタイルも変わってくる）。伝統的な設備（いうなれば効率の悪い設備）を使えば、問題はないのだが、製造方法の難しさから世界的にも仕込んでいる醸造所は少なくなってきている。

## 各国のライ麦ビール

### ドイツ
ロッゲンビア（Roggenbier）は、最大60%のライ麦麦芽を用いて作る。ドイツ南部のバイエルン州が起源で、ヘーフェヴァイツェンと同じ酵母で醸造するため、似たような軽くてドライかつスパイシーな味になる。
バイエルン州では、ライ麦麦芽はビールを醸造するのに15世紀から用いられてきた。しかし、不作期間の後、ビール純粋令により、ライ麦はパンを焼くためにのみ用い、ビール用にはオオムギのみ用いることが規定された。そのため、ロッゲンビアは、ほぼ500年間途絶えていた。
1980年代末、レーゲンスブルク近郊のSpezialbrauerei Schierlingで、高濃度のライムギ麦汁にも対応可能な、特許取得の改良型糖化培地を用いて、初めての近代型ロッゲンビアであるSchierlinger Roggenが作られた。
近代型のロッゲンビアは、通常、アルコール度数は約5%で、色はかなり暗い。穀物の風味があり、しばしばプンパーニッケルに似たボリューム感のある味わいになる。通常、製造に使用される麦芽の少なくとも50%はライ麦から作られる。

### アメリカ合衆国
アメリカ合衆国では、ホームブルーイングやマイクロブルワリーで良く作られる。ホップの存在により、アメリカ合衆国のインディア・ペールエール(IPA)に似たレベルにまで達する。このスタイルは、ライIPAまたは"Rye-P-A"と呼ばれる。

### 日本
ベアレン醸造所（岩手県）が2022年より数量限定で醸造、販売を行っている。

## 関連する飲料
- フィンランドのサハティは、ライムギと杜松果、パン酵母から作る。
- スラヴ人の伝統的なクワスは、ライ麦パンを浸漬、発酵させて作る[6]。